# Рузляев, Дмитрий Александрович
Дмитрий Александрович Рузляев (Свиненков)  (5 ноября 1963, Ставрополь — 24 апреля 1998, Тольятти) — российский криминальный авторитет из города Тольятти по прозвищу «Дима Большой», лидер известной «Волговской» («Рузляевской») организованной преступной группировки, одно из главных действующих лиц Тольяттинской криминальной войны.

## Жизнь до 1990-х годов
Дмитрий Александрович Свиненков родился в Ставрополе, семья переехала в Тольятти на строительство АвтоВАЗа, мать работала крановщицей. Как впоследствии рассказывал о нём журналист газеты «Тольяттинское обозрение» Алексей Сидоров:
…Ну кто такой Рузляев? Сын уборщицы и алкоголика! Папы нет, образования нет, просто сильно здоровый парень… По уму, вот, как стратег: наглый, смелый, не боящийся крови, не боящийся разборок…
В период своей юности Свиненков сменил свою фамилию на фамилию своей матери, став Дмитрием Рузляевым. В конце 1980-х годов Рузляев стал работать водителем у контролировавшего в то время «напёрсточный» бизнес Владимира Вдовина по кличке «Напарник» и стал одним из самых лучших его друзей. Однако после того, как правоохранительные органы всерьёз взялись за азартные уличные игры, Рузляев переметнулся к другому набиравшему силу после освобождения криминальному авторитету Александру Маслову — лидеру «Волговской» ОПГ. Вскоре он стал одним из основных членов группировки.

## Рузляев в 1990-е годы

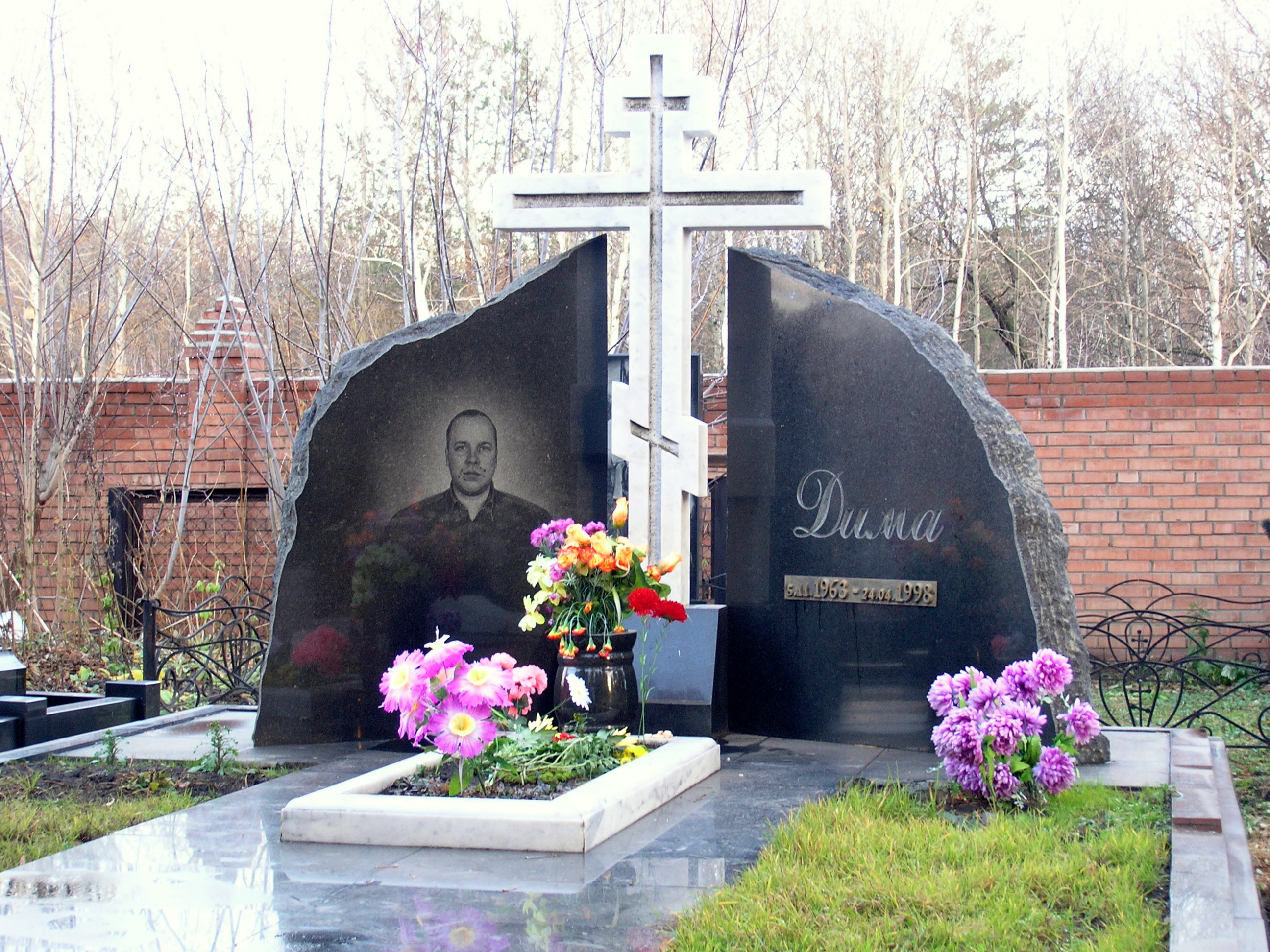
Могила Димы Большого на Баныкинском кладбище Тольятти

К 1992 году в Тольятти сформировались 4-5 преступных группировок. Разграничивать доход друг между другом им становилось всё сложнее. Вскоре началась первая война между группировками. Криминальную власть в городе попытались захватить некие Владимир Агий и Александр Воронецкий. По их заказу были убиты ряд криминальных авторитетов, в том числе 13 ноября 1992 года был убит Маслов. Однако вскоре Агия с сообщниками арестовали, а Воронецкого убили бандиты.
После гибели Маслова Рузляев стал лидером Волговской ОПГ. Её стали называть «Рузляевской». Основной целью группировки было господство над АвтоВАЗом. Рузляеву удалось заключить союз с несколькими группировками — Купеевской, Мокровской, Сиротенковской, Чеченской.
В 1994 году вступил в ЛДПР и получил партийный билет с № 36835.
Волговская ОПГ под руководством Дмитрия Рузляева контролировала одну из крупнейших в то время тольяттинскую группу компаний «Мега Лада» под руководством Алика Гасанова и позже Оксаны Лабинцевой.
Спустя некоторое время началась вторая криминальная война. Её причиной стала кровавая разборка на автостоянке напротив КПП № 17 АвтоВАЗа, в результате которой погибли 2 и было ранено 3 человека. Инициатором разборки был Игорь Сиротенко («Сирота») — союзник Рузляева. Одним из погибших был Жора Сидоренков, который работал на Напарника. Вдовину в свою очередь удалось заключить союз с этническими группировками татар и чеченцев, а также с «Шейкинской» ОПГ.
Ходили слухи, что Рузляев никогда бы не начал вторую войну, если бы за его спиной не было мощной поддержки правоохранительных органов, которые его взращивали, чтобы в будущем уничтожить Напарника. Рузляев повёл активные боевые действия против Вдовина. В течение нескольких лет они пытались достать друг друга, но все покушения окончились провалом. В результате действий «рузляевцев» из Головного Центра Запасных Частей АвтоВАЗа была выбита Татарская ОПГ, а её киллеры были арестованы милицией и впоследствии осуждены.
Однако война не прошла бесследно. В 1997 году она напомнила о себе. 2 февраля 1997 года Рузляева арестовали у его дома с пистолетом Макарова в кармане куртки за заказ убийств, совершённых на территории Тольятти членами Слоновской ОПГ. Его отпустили под подписку о невыезде, после чего Дима Большой тут же скрылся. Спустя полгода он вновь был арестован. Суд, учтя, что обвиняемый не судим, трудоустроен, примерный семьянин, ограничился сроком в два года лишения свободы условно.
В 1997 году были убиты многие лидеры Волговской ОПГ. Ходили слухи, что в то же время Рузляеву предлагали отойти от дел, но Дима Большой отказался, заявив, что для него рэкет — главное в жизни.
24 апреля 1998 года поздно вечером у дома № 1 улицы Жилина, машина Рузляева, в которой находился сам Дима Большой, его водитель Андрей Воронин и двое охранников, попала в засаду, где её расстреляли четверо киллеров из двух автоматов и пистолетов. Рузляев погиб на месте, водитель смог выбраться и вызвать скорую и по дороге скончался, охранникам удалось ранить одного из нападавших, который был арестован. Им оказался активный член ОПГ Шейкина. Однако впоследствии он был оправдан за недостаточностью улик вместе со вторым нападавшим из шейкинской группировки, задержанным прокуратурой через несколько дней после покушения. 
Рузляев был похоронен на знаменитой «Аллее героев» Баныкинского кладбища в Тольятти.